# Soledad Peras
Soledad Peras es una comunidad en el municipio de San Miguel Peras en el estado de Oaxaca. Soledad Peras está a 2721 metros de altitud. 

## Geografía
Está ubicada a 16° 34' 32.52"  latitud norte y 96° 33' 40.68"  longitud oeste.

## Población
Según el censo de población de INEGI del 2010: la comunidad cuenta con una población total de 568 habitantes, de los cuales 288 son mujeres y 280 son hombres. Del total de la población 372 personas hablan alguna lengua indígena.

## Ocupación
El total de la población económicamente activa es de 191 habitantes, de los cuales 133 son hombres y 58 son mujeres.